# Kōji Nakata
Kōji Nakata (jap. 中田 浩二 Nakata Kōji; * 9. Juli 1979 in Ōtsu, Shiga) ist ein japanischer ehemaliger Fußballspieler.
Mit der japanischen Fußballnationalmannschaft, für die er über 50 mal eingesetzt wurde, bestritt er unter anderem die Weltmeisterschaft 2002 in Südkorea und Japan, bei der er mit seinem Team als Stammspieler bis in die Achtelfinals vorstieß. Beim Turniersieg Japans an der Asienmeisterschaft 2004 in China absolvierte Nakata mehrere Teileinsätze und erzielte schließlich den vorentscheidenden Treffer zum 2:1 im Finale gegen China (Endstand 3:1). Beim Vorrundenaus Japans an der WM 2006 in Deutschland kam Nakata lediglich zu einem Teileinsatz im letzten Spiel gegen Brasilien.
Durch seinen Wechsel zum FC Basel im Frühjahr 2006 war Nakata der erste japanische Nationalspieler im Dienste eines Schweizer Fußballvereines.

## Karriere
- Turniere
  - Fußball-Weltmeisterschaft 2002 in Südkorea und Japan
  - Fußball-Asienmeisterschaft 2004 in der Volksrepublik China
  - FIFA-Konföderationen-Pokal 2005 in Deutschland
  - Fußball-Weltmeisterschaft 2006 in Deutschland

## Erfolge
FC Basel
- Schweizer Meister: 2008
- Schweizer Cupsieger: 2007,  2008

Kashima Antlers
- Japanischer Supercup: 2010